# Castianeira rothi
Castianeira rothi är en spindelart som beskrevs av Reiskind 1969. Castianeira rothi ingår i släktet Castianeira och familjen flinkspindlar. Inga underarter finns listade.